# Weltformat
Beim Weltformat handelt es sich um ein vom deutschen Chemiker Wilhelm Ostwald 1911 entwickeltes System von Papierformaten. Hintergrund war die Vereinheitlichung der Papierformate zur platzsparenden Aufbewahrung von Büchern und anderen Schriften in Bibliotheken im Rahmen der Organisation Die Brücke.
Grundlagen des Systems waren folgende:
1. Die Formate müssen durch verlustfreie halbierende Faltung ineinander übergehen.
2. Die Formate müssen einander ähnlich sein. Das bedeutet, dass das Verhältnis der Seitenlängen gleich bleiben muss.
3. Grundlage des Systems ist 1 cm.

Ostwald ermittelte, dass die ersten beiden Forderungen beim Verhältnis von Breite und Höhe von 1 : √2 (ungefähr 1:1,41) erfüllt werden. Zum selben Ergebnis kam auch schon Georg Christoph Lichtenberg rund 125 Jahre zuvor. Auch die 1922 festgelegten DIN-Formate erfüllen diese Forderung. Grundlage ist dort aber ein Flächeninhalt von 1 m² für DIN A0. So ist das Weltformat X (22,6 cm × 32 cm) in etwa so groß wie C4 (22,9 cm × 32,4 cm) und liegt zwischen A4 (21 cm × 29,7 cm) und B4 (25 cm × 35,3 cm).
Die Erfolge des Weltformats waren eher gering. Zwar wurden in den Folgejahren im deutschsprachigen Raum einige Druckerzeugnisse in dem neuen Format veröffentlicht, diese machten jedoch nur einen verschwindend geringen Anteil an der Zahl der Gesamtpublikationen aus. Die Tatsache, dass das von der Weltformat-Reihe vorgegebene Briefformat nicht in die verbreiteten Aktenordner im Folio-Format passte, erschwerte ihre umfassende Durchsetzung. Mit der 1922 festgelegten Norm DIN 476, die dieses Problem behob, wurde die Weltformatreihe bedeutungslos, zumal sie beinahe deren C-Reihe entspricht.
Lediglich in der Schweiz konnte sich das Weltformat etablieren: 1913 beschloss das Reklamekomitee der Schweizerischen Landesausstellung 1914, alle offiziellen Drucksachen der Ausstellung der Weltformatreihe anzupassen. Dadurch setzte sich das Weltformat in der Inlandwerbung durch, und bis heute ist in der Schweiz die Normgröße für Werbeplakate das Weltformat XIV (90,5 cm  × 128 cm), allgemein einfach „Weltformat“ genannt.
Auf der Grundlage von 1 cm erhielt Ostwald folgende Formate, die er mit römischen Zahlen bezeichnete:
| Weltformat | Format (cm × cm) | Fläche (cm²) | DIN | (cm × cm)    |
| ---------- | ---------------- | ------------ | --- | ------------ |
| I          | 1 × 1,41         | 1,414        |     |              |
| II         | 1,41 × 2         | 2,828        |     |              |
| III        | 2 × 2,83         | 5,657        |     |              |
| IV         | 2,83 × 4         | 11,31        | C10 | 2,8 × 4      |
| V          | 4 × 5,66         | 22,63        | C9  | 4 × 5,7      |
| VI         | 5,66 × 8         | 45,25        | C8  | 5,7 × 8,1    |
| VII        | 8 × 11,3         | 90,51        | C7  | 8,1 × 11,4   |
| VIII       | 11,3 × 16        | 181,0        | C6  | 11,4 × 16,2  |
| IX         | 16 × 22,6        | 362,0        | C5  | 16,2 × 22,9  |
| X          | 22,6 × 32        | 724,1        | C4  | 22,9 × 32,4  |
| XI         | 32 × 45,3        | 1448         | C3  | 32,4 × 45,8  |
| XII        | 45,3 × 64        | 2896         | C2  | 45,8 × 64,8  |
| XIII       | 64 × 90,5        | 5793         | C1  | 64,8 × 91,7  |
| XIV        | 90,5 × 128       | 11585        | C0  | 91,7 × 129,7 |
| XV         | 128 × 181        | 23170        |     |              |
| XVI        | 181 × 256        | 46341        |     |              |

Die Reihe kann beliebig fortgesetzt werden.